# Lippang
Lippang is een bestuurslaag in het regentschap Alor van de provincie Oost-Nusa Tenggara, Indonesië. Lippang telt 567 inwoners (volkstelling 2010).